# Caracas, eine Liebe
Caracas, eine Liebe (Originaltitel: Desde allá, englischsprachiger Festivaltitel: From Afar) ist ein Spielfilm von Lorenzo Vigas aus dem Jahr 2015. Die venezolanisch-mexikanische Koproduktion basiert auf einer Geschichte des mexikanischen Autors Guillermo Arriaga, die Regisseur Vigas für sein Spielfilmdebüt zum Drehbuch umarbeitete. Der Film handelt vom einzelgängerischen Zahntechniker Armando (dargestellt von Alfredo Castro), der durch die verarmten Viertel der venezolanischen Hauptstadt Caracas streift, um Kontakt zu Straßenjungen zu suchen. Dabei begegnet er Elder (Luis Silva), dem gewalttätigen Anführer einer Straßengang, der sich zusehends in Armando verliebt. 
Caracas, eine Liebe wurde am 10. September 2015 im Wettbewerb des 73. Internationalen Filmfestspiele von Venedig uraufgeführt und gewann mit dem Goldenen Löwen den Hauptpreis des Festivals. In Deutschland wurde der Film am 30. Juni 2016 in den Kinos veröffentlicht.

## Handlung
Caracas, in der Gegenwart: Armando ist ein vermögender Zahntechniker um die 50, der im Ausland aufgewachsen ist. Nach der Arbeit im Labor treibt sich der wortkarge Einzelgänger in den ärmeren Vierteln der venezolanischen Hauptstadt herum, wo er nach jungen Männern Ausschau hält. Armando bezahlt diese dafür, dass sie ihn in seine Wohnung ins Candelaria-Viertel begleiten. Dort müssen sich die Männer stets halb oder ganz ausziehen und Armando den Rücken zudrehen, während er sich in angemessener Distanz selbstbefriedigt.
Als Armando von der Rückkehr seines Vaters nach Caracas erfährt, gerät sein geordnetes Leben aus dem Gleichgewicht. Aufgrund eines unausgesprochenen, traumatischen Kindheitserlebnisses sinnt er auf Rache, während seine Schwester, die anscheinend das gleiche Schicksal ereilte, in den Vorbereitungen zu einer Kindesadoption steckt und von einem normalen Familienleben träumt. Armando beginnt daraufhin seinen Vater, der stets im eleganten Anzug zwischen einer bewachten Villa im reichen Vorort und einem modernen Büroturm in der Innenstadt hin und her pendelt, heimlich zu observieren.
Bei seiner Suche nach jungen Männern nimmt Armando eines Tages den 17-jährigen Elder mit zu sich nach Hause. Der gewalttätige Anführer einer Straßengang beschimpft ihn bei der ersten Begegnung als „Schwuchtel“, schlägt ihn bewusstlos und raubt ihn aus. Dennoch sucht Armando weiterhin die Nähe zu Elder, der in einer Autowerkstatt arbeitet und noch bei seiner Mutter lebt. Armando unterstützt den jungen Mann finanziell und lädt ihn zum Essen ein. Nachdem Elder von den Brüdern seiner schwangeren Freundin krankenhausreif geprügelt wurde, nimmt Armando ihn bei sich auf und lässt ihm medizinische Versorgung zukommen.
Halbwegs genesen, nutzt Elder Armandos Vertrauen aus. Er durchsucht die Wohnung und bricht Armandos Safe auf, um an Geld für einen Autokauf zu gelangen. Dabei wird Elder von Armando auf frischer Tat ertappt. Wütend will Armando die Beziehung zum Jungen abbrechen. Als Elder ihn erneut als „Schwuchtel“ schimpft, rammt sich Armando als Männlichkeitsbeweis freiwillig mehrfach ein Messer in den Oberschenkel und fordert den schockierten Elder heraus, es ihm gleichzutun. Elder flüchtet aus der Wohnung, kehrt aber zu Armando zurück. Er überredet ihn, gemeinsam ein Krankenhaus aufzusuchen, um seine Wunden behandeln zu lassen.
Elder verliebt sich zusehends in den stets distanzierten Armando, dem er als Zeichen für seine Zuneigung sein Medaillon schenkt. Er erfährt von Armandos gestörtem Verhältnis zum Vater, während Elder vom im Gefängnis sitzenden Vater berichtet, den er ursprünglich Armando gegenüber als „verstorben“ ausgegeben hatte. Armando erfüllt Elder für 12.000 Bolívar den Wunsch nach einem eigenen Auto. Er hatte es eigenhändig in der Werkstatt zusammengebaut.
Als Elder Armando zu einer Hochzeit einlädt und ihn auf der Herrentoilette leidenschaftlich küsst, wird er von diesem mit Gewalt zurückgewiesen. Elders ebenfalls bei den Feierlichkeiten anwesende Mutter erfährt vom Verhältnis ihres Sohnes mit dem ihr vorgestellten „Geschäftspartner“. Sie setzt ihren Sohn daraufhin angewidert vor die Tür. Elder findet erneut Aufnahme bei Armando.
Eines Tages verspricht Elder Armando den Mord am verhassten Vater als ultimativen Liebesbeweis. Tatsächlich kehrt Elder mit drei leeren Patronenhülsen zurück und erzählt Armando, dass er seinen Vater getötet und ihn niemand dabei beobachtet habe. Beide verbringen daraufhin die Nacht miteinander und haben das erste Mal gemeinsam Sex. Am nächsten Morgen bricht Elder auf, um für ein gemeinsames Frühstück beim Bäcker einzukaufen. Als er das Geschäft verlässt, wird er von mehreren Polizisten verhaftet. Armando, der Elder verraten hat, betrachtet das Geschehen auf der Straße aus sicherer Entfernung.

## Auszeichnungen

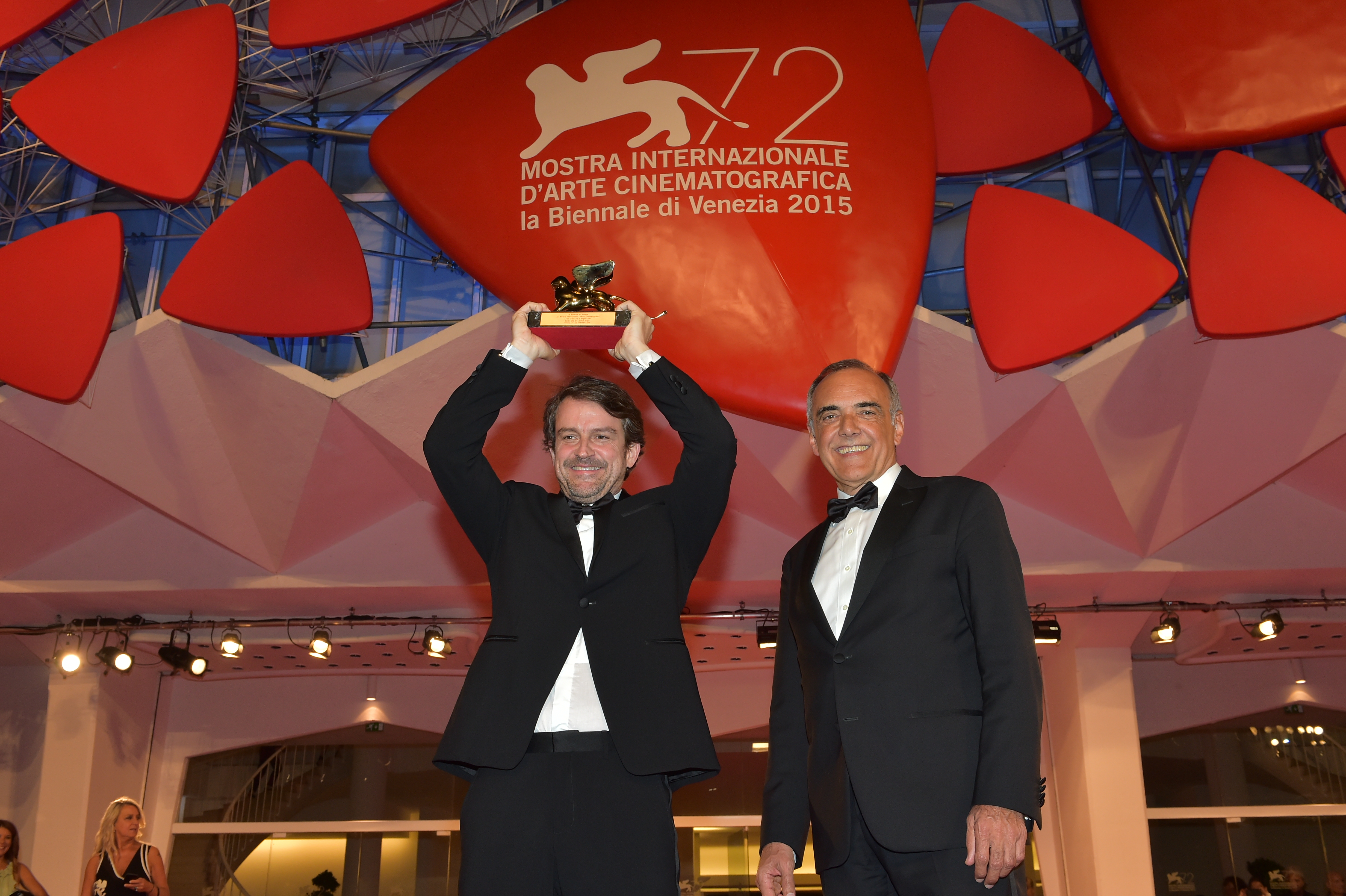
Lorenzo Vigas mit dem gewonnenen Goldenen Löwen an der Seite von Festivalleiter Alberto Barbera (2015)

Lorenzo Vigas war der erste lateinamerikanischer Filmemacher, der bei den Filmfestspielen von Venedig mit dem Goldenen Löwen ausgezeichnet wurde. Daneben gewann der Film folgende Festivalpreise:
- Biarritz International Festival of Latin American Cinema 2015: Bester Darsteller (Luis Silva)
- Festival Internacional de Cine de San Sebastián 2015: Lobende Erwähnung für Luis Silva
- Internationales Filmfestival Thessaloniki 2015: Bester Darsteller (Alfredo Castro), Bestes Drehbuch (Lorenzo Vigas)
- Internationales Festival des Neuen Lateinamerikanischen Films 2015: Bestes Erstlingswerk (Lorenzo Vigas)
- Miami Film Festival 2016: Bestes Drehbuch (Lorenzo Vigas)

Im August 2016 wurde Caracas, eine Liebe von der Asociación Nacional de Autores Cinematográficos (ANAC) als offizieller venezolanischer Kandidat für eine Oscar-Nominierung in der Kategorie Bester fremdsprachiger Film ausgewählt, gelangte aber nicht in die engere Auswahl.